# Comic Action
Die Comic Action war eine Comicmesse, die seit 1999 jährlich im Herbst im Rahmen der Spiel in Essen stattfand. Auf der Messe wurden nationale und internationale Comics vorgestellt. Die Comic Action konkurrierte mit der Faszination Comic der Frankfurter Buchmesse, die zur selben Zeit stattfand, so dass Comicverlage sich entscheiden mussten, auf welche der beiden Messen sie ihren Schwerpunkt legen sollten.
Eine Besonderheit der Comic Action bildete die Zeichnerallee, auf der jungen und unbekannten Künstlern die Gelegenheit gegeben wurde, sich vorzustellen und für Besucher zu zeichnen. 2016 wurde die vorher wesentlich größere Zeichnerallee auf einen engen Bereich mit wenigen Teilnehmern verkleinert.
Des Weiteren brachten einige Comicverlage, wie z. B. Panini Comics, jedes Jahr Comicbände heraus, die nur auf der Messe erworben werden konnten.
In den ersten 15 Jahren war die Comic Action erfolgreich, danach lohnte sich die Messe für Comicverlage immer weniger. Panini verzichtete 2017 erstmals auf eine Teilnahme, kehrte 2018 nochmal zurück, und nahm 2019 endgültig nicht mehr teil. Damit war die Comic Action Geschichte.

## Termine
- 01. Comic Action  –  21. bis 24. Oktober 1999
- 02. Comic Action  –  26. bis 29. Oktober 2000
- 03. Comic Action  –  18. bis 21. Oktober 2001
- 04. Comic Action  –  17. bis 20. Oktober 2002
- 05. Comic Action  –  23. bis 26. Oktober 2003
- 06. Comic Action  –  21. bis 24. Oktober 2004
- 07. Comic Action  –  13. bis 16. Oktober 2005
- 08. Comic Action  –  19. bis 22. Oktober 2006
- 09. Comic Action  –  18. bis 21. Oktober 2007
- 10. Comic Action  –  23. bis 26. Oktober 2008
- 11. Comic Action  –  22. bis 25. Oktober 2009
- 12. Comic Action  –  21. bis 24. Oktober 2010
- 13. Comic Action  –  20. bis 23. Oktober 2011
- 14. Comic Action  –  18. bis 21. Oktober 2012
- 15. Comic Action  –  24. bis 27. Oktober 2013
- 16. Comic Action  –  16. bis 19. Oktober 2014
- 17. Comic Action  –  08. bis 11. Oktober 2015
- 18. Comic Action  –  13. bis 16. Oktober 2016
- 19. Comic Action  –  26. bis 29. Oktober 2017
- 20. Comic Action  –  25. bis 28. Oktober 2018
- 21. Comic Action  –  24. bis 27. Oktober 2019